# جيرهارد شولتسه
جيرهارد شولز (بالألمانية: Gerhard Schulze)‏ (و. 1944  م) هو عالم اجتماع، وأستاذ جامعي، ومؤرخ ألماني.